# Григорян Артак Гарегінович
Артак Гарегінович Григорян (вірм. Արտակ Գարեգինի Գրիգորյան, нар. 19 жовтня 1987, Єреван) — вірменський футболіст, фланговий півзахисник клубу «Алашкерт».

## Клубна кар'єра
У дорослому футболі дебютував 2004 року виступами за команду «Ширак», в якій провів три сезони, взявши участь у 32 матчах чемпіонату.
З 2008 року став виступати за «Арарат», до складу якого приєднався 2008 року. Відіграв за єреванську команду наступні два сезони, вигравши Кубок і Суперкубок Вірменії.
На початку 2010 року уклав контракт з клубом «Уліссес», у складі якого провів наступні три роки своєї кар'єри гравця, вигравши у 2011 році чемпіонат Вірменії. Граючи у складі «Уліссеса», також здебільшого виходив на поле в основному складі команди.
З літа 2013 року став иступати за «Гандзасар», де провів півтора року, після чого ще півроку грав за «Міку».
До складу клубу «Алашкерт» приєднався влітку 2015 року і в першому ж сезоні став з командою чемпіоном Вірменії. Наразі встиг відіграти за команду з Мартуні 26 матчів в національному чемпіонаті.

## Виступи за збірну
10 серпня 2010 року дебютував в офіційних іграх у складі національної збірної Вірменії у товариському матчі проти збірної Ірану, вийшовши на 89 хвилині матчу замість Артура Єдігаряна. Наразі провів у формі головної команди країни 5 матчів, забивши 1 гол.

## Досягнення
- Чемпіон Вірменії (5):

«Уліссес»: 2011
«Алашкерт»: 2015-16, 2016-17, 2017-18, 2020-21
- Володар Кубка Вірменії (2):

«Арарат»: 2008
«Алашкерт»: 2018-19
- Володар Суперкубка Вірменії (4):

«Арарат»: 2009
«Алашкерт»: 2016, 2018, 2021
| Дата       | Місто  | Господарі | Результат | Гості | Турнір           | Голи | Примітки |
| ---------- | ------ | --------- | --------- | ----- | ---------------- | ---- | -------- |
| 11/08/2010 | Єреван | Вірменія  | 1 – 3     | Іран  | товариський матч | -    | 89'      |
| Усього     |        | Матчів    | 1         |       | Голів            | 0    |          |